# タングラムスキーサーカス
タングラムスキーサーカスは、長野県上水内郡信濃町大字古海にあるスキー場で、東急不動産が1989年に開業させた複合リゾート施設。株式会社タングラム斑尾により運営される。
斑尾山の起伏を利用したスキー場となっている。スノーボードは全コース使用可能である。ホテルタングラムの目の前にあり、リフト券とセットになったプランもある。
また、タングラムと少し離れているペンションビレッジは、第6リフト乗り場に隣接しており、こちらもタングラムスキーサーカスを利用できるようになっている。
第1リフトの降り場から、斑尾高原スキー場へいけるようになっている（下欄に注意あり）。
タングラムとは、7つの三角形や四角形を組み合わせて様々な形を作るパズルの事である。来訪客に、様々なリゾートの施設やアクティビティ、周辺観光などを組み合わせて楽しんでもらおうと、この名前が付けられた。

## リフト
リフトは、第1リフトから第6リフトまであるが、現在は第４ペアが長期休止中
- 第1、2、（4）、6リフトが二人乗りのペアリフト、
- 第3リフトが4人乗りのクワッドリフト、
- 第5リフトが4人乗りフード付のリフトである。

これとは別に、キッズパーク用の動く歩道もある。
（2020-2021シーズン現在。下欄は2006‐2007シーズン現在。）

## コース
- スカイラブライン（上級コース）
- レイクビューライン（上級）
- キングスラローム（上級）
- ジャックダウンヒル（上級）
- ホワイトライン（上級）
- ビレッジライン（上級）
- クイーンズダウンヒル（上級～中級）
- フォレストライン（中級～初級）
- プライマリーライン（初級）
- グリーンライン（初級）
- マルチプレイライン（初級）
- ファミリーライン（初級）
- ハートランドライン（初級）

なお、ペンションビレッジ方面へは、ホワイトライン、パンタンラインを利用する。

## 注意点
1. 斑尾高原スキー場へ行く場合は、斑尾山共通券を利用するか、別途斑尾高原スキー場で斑尾高原スキー場のチケットを購入する必要がある。
2. 斑尾高原スキー場と違い、タングラムスキーサーカスは小学生以下も有料である。このため、斑尾高原スキー場側から来る場合は注意が必要である。
3. 地図を見ると、両スキー場の連絡口は、2つあるが、下のほうの連絡口は、斑尾高原からタングラムスキー場方面のみとなっている。